# 329 до н. е.

## Події
- Битва біля Політімета
- за ініціативи Лікурга зведено з мармуру стадіон Панатінаїкос в Афінах.
- заснована Александрія Кавказька

## Померли
- цар Персії Артаксеркс V (Бєсс)